# Mellikon
Mellikon es una comuna suiza situada en el distrito de Zurzach, en el cantón de Argovia. Tiene una población estimada, a fines de 2022, de 231 habitantes.